# كأس ملك إسبانيا 2001–02
كأس ملك إسبانيا 2001–02 (بالإسبانية: Copa del Rey de fútbol 2001-02)‏ هو الموسم 98 من كأس ملك إسبانيا. أشرف على تنظيمه الاتحاد الملكي الإسباني لكرة القدم، وكان عدد الأندية المشاركة فيه 80، وفاز فيه ديبورتيفو لاكورونيا.